# Nils Åman
Nils Johan Åman, född 7 februari 2000, är en svensk professionell ishockeyforward som spelar för Vancouver Canucks i National Hockey League (NHL).
Han har tidigare spelat för Leksands IF i Svenska hockeyligan (SHL); Leksands IF och Karlskrona HK i Hockeyallsvenskan samt Avesta BK  i Hockeytvåan.
Åman draftades av Colorado Avalanche i sjätte rundan i 2020 års draft som 167:e spelare totalt.

## Statistik
| 2014–2015  | Avesta BK         | J18 D1      | 2   | 0  | 0  | 0  | 0  | — | — | — | — | — |
| 2015–2016  | Avesta BK         | U16 D1      | 25  | 36 | 34 | 70 | 18 | 3 | 2 | 4 | 6 | 2 |
|            | Avesta BK         | J18 D1      | 19  | 15 | 20 | 35 | 2  | 3 | 1 | 0 | 1 | 4 |
|            | Avesta BK         | U20 D1      | 5   | 0  | 2  | 2  | 2  | 4 | 3 | 0 | 3 | 0 |
| 2016–2017  | Leksands IF       | J18 E       | 15  | 6  | 4  | 11 | 8  | — | — | — | — | — |
|            | Leksands IF       | J18 A       | 15  | 4  | 7  | 11 | 2  | 5 | 0 | 0 | 0 | 0 |
| 2017–2018  | Leksands IF       | J18 E       | 20  | 8  | 9  | 17 | 6  | — | — | — | — | — |
|            | Leksands IF       | J18 A       | 12  | 6  | 6  | 12 | 4  | 3 | 1 | 1 | 2 | 0 |
|            | Leksands IF       | J20 SE      | 21  | 1  | 2  | 3  | 4  | 2 | 0 | 0 | 0 | 2 |
| 2018–2019  | Leksands IF       | HA          | 3   | 0  | 0  | 0  | 2  | 4 | 0 | 0 | 0 | 0 |
|            | Leksands IF       | J20 SE      | 45  | 14 | 27 | 41 | 14 | 2 | 1 | 0 | 1 | 0 |
|            | Avesta BK         | Hockeytvåan | 1   | 0  | 0  | 0  | 0  | — | — | — | — | — |
| 2019–2020  | Leksands IF       | SHL         | 8   | 1  | 2  | 3  | 0  | — | — | — | — | — |
|            | Karlskrona HK     | HA          | 6   | 1  | 0  | 1  | 0  | — | — | — | — | — |
|            | Leksands IF       | J20 SE      | 30  | 14 | 33 | 47 | 12 | — | — | — | — | — |
| 2020–2021  | Leksands IF       | SHL         | 51  | 2  | 8  | 10 | 10 | 4 | 1 | 0 | 1 | 0 |
| 2021–2022  | Leksands IF       | SHL         | 51  | 6  | 8  | 14 | 8  | 3 | 0 | 0 | 0 | 2 |
| 2022–2023  | Vancouver Canucks | NHL         | 1   | 0  | 0  | 0  | 0  | — | — | — | — | — |
| NHL totalt | NHL totalt        | NHL totalt  | 1   | 0  | 0  | 0  | 0  | — | — | — | — | — |
| SHL totalt | SHL totalt        | SHL totalt  | 110 | 9  | 18 | 27 | 18 | 7 | 1 | 0 | 1 | 2 |
| HA totalt  | HA totalt         | HA totalt   | 9   | 1  | 0  | 1  | 2  | 4 | 0 | 0 | 0 | 0 |

### Internationellt
| Källa: Uppdaterad: 2022-10-15 | Källa: Uppdaterad: 2022-10-15 | Källa: Uppdaterad: 2022-10-15 |         | Utv = Utvisningsminuter | Utv = Utvisningsminuter | Utv = Utvisningsminuter | Utv = Utvisningsminuter | Utv = Utvisningsminuter |
| År                            | Lag                           | Mästerskap                    | Matcher | Mål                     | Assists                 | Poäng                   | Utv                     |                         |
| ----------------------------- | ----------------------------- | ----------------------------- | ------- | ----------------------- | ----------------------- | ----------------------- | ----------------------- | ----------------------- |
| 2022                          | Sverige                       | VM                            | 7       | 0                       | 2                       | 2                       | 0                       |                         |
| Junior totalt                 | Junior totalt                 | Junior totalt                 | 7       | 0                       | 2                       | 2                       | 0                       |                         |